# Rakeahua River
Der Rakeahua River ist ein Fluss auf Stewart Island/Rakiura, der drittgrößten Insel Neuseelands. Seine Quellflüsse liegen in einer Hügelkette nahe der Westküste der Insel, fließen jedoch in nordöstlicher Richtung bis zum South West Arm des Paterson Inlet/Whaka a Te Wera, der Teil des Pazifiks an der Ostküste der Insel ist. Beinahe über die gesamte Strecke führt der Wanderweg Southern Circuit Stewart Island/Rakiura am Flussufer entlang, nahe der Mündung liegt eine Hütte.